# Joël Mpah Dooh
Joël Mpah Dooh (Camerun, 1956) è un artista camerunese.

## Biografia
Joël Mpah Dooh nasce in Camerun nel 1956. Lavora e risiede a Douala. Studia Belle Arti ad Amiens in Francia. Partecipa a numerose mostre sia personali che collettive in Camerun, Austria, Senegal, Francia, Cuba, Libano, Stati Uniti e Kenya, suscitando interesse nella critica internazionale.

## Tematiche
I lavori di Joël Mpah Dooh, pitture e tecniche miste, sono ispirati alla sua terra. Le opere sono caratterizzate da carte, ferro, tele unite alla terra, colori, argilla, gesso e incisioni.

## Esposizioni
2008
- After taste, solo exhibition, Afronova Gallery, Johannesburg (Sudafrica)
- Joburg scene, thee-man show, Bag Factory, Johannesburg
- As you like it, group show, Johannesburg Art Fair, Sandton Convention Center, Johannesburg

2007
- Eclipse, solo exhibition, Maisons Follies, Maubeuge (Francia)
- Eclipse, solo exhibition, Fondation Jean Paul Blachère, Apt (Francia)
- Ba Mama, two man show with Goddy Leye, Bonendale, Douala
- Pistes africaines, solo exhibition, Les Chantiers de la Lune, La Seyne sur Mer (Francia)

2006
- Just to say hello..., solo exhibition, Afronova Gallery, Johannesburg
- Rendez-vous, solo exhibition, Mam Gallery, Douala
- Reves croisees, group show, Ateliers des Tanneurs, Brussels (Belgio)

2005
- Sans Titre, solo exhibition, Théâtre de la ville en bois, La Rochelle (Francia)
- Les galeries plastiques itinérantes, Ouagadougou, Bamako, Lome, Niamey, Accra, Dakar
- Group show, Intemporel Gallery, Parigi
- National Black Fine Art Show, solo exhibition, Noël Gallery, New York

2004
- Sans Titre, solo exhibition, Noël Gallery, Charlotte (U.S.A.)
- Moi est un autre, solo exhibition, Mam Gallery, Douala
- Group show, McColl Center for visual arts, Charlotte
- Group show, Dakar Biennale, Atiss Gallery, Dakar
- Animismes, group show, Da Vinci Gallery, Nice

2003
- Sans Titre, solo exhibition, Maison Française de Nairobi
- Recto-Verso, solo exhibition, Mam Gallery, Douala
- Scénographie Urbaine, group show, Mam Gallery, Douala

2002
- Djé Mo-Yé, solo exhibition, Mam Gallery, Douala, Group show, Dakar Biennale, Atiss Gallery, Dakar

2001
- Voyage a travers le rêve et la mémoire, solo exhibition, National Museum, Yaoundé
- Lines of Connection, group show, Mam Gallery, Douala

2000
- Group show, 7th Havana Biennale, Havana
- L'Afrique a Jour, Ten years of Dakar Biennale, group show, Lille (Francia)

1999
- Sans Titre, solo exhibition, Mam Gallery, Douala

1998
- Couleurs du Cameroun, solo exhibition, Le Nautilus, Nantes
- Nanga Def, solo exhibition, Musée d'Art Africain de l'IFAN, Dakar

1997
- Les couleurs de la différence, two-man show, Mam Gallery, Douala